# Philipp Strompf
Philipp Strompf (* 23. April 1998 in Mosbach) ist ein deutscher Fußballspieler. Der Defensivspieler steht beim VfL Bochum in der 2. Bundesliga unter Vertrag.

## Sportlicher Werdegang
Nach seinen Anfängen in der Jugend des VfB Heidersbach, des SV Germania Obrigheim, der SpVgg Neckarelz und des SV Sandhausen wechselte Strompf in die Jugendabteilung des Karlsruher SC. Für seinen Verein bestritt er 18 Spiele in der B-Junioren-Bundesliga und 41 Spiele in der A-Junioren-Bundesliga, bei denen ihm insgesamt drei Tore gelangen. Im Sommer 2017 erfolgte sein Wechsel in die Regionalliga Südwest zum FC-Astoria Walldorf. Nach einer Saison und 30 Spielen für seinen Verein wechselte er ligaintern zur 2. Mannschaft der TSG 1899 Hoffenheim. Für seinen Verein kam er in drei Spielzeiten auf 59 Spiele, bei denen ihm insgesamt zwei Tore gelangen.
Am letzten Tag des Sommertransferfensters 2021 wechselte Strompf zum Drittligisten Eintracht Braunschweig. Dort kam er auch zu seinem ersten Einsatz im Profibereich, als er am 12. September 2021, dem 8. Spieltag, beim 2:2-Heimunentschieden gegen den VfL Osnabrück in der 88. Spielminute für Maurice Multhaup eingewechselt wurde.
Mitte August 2023 wechselte Strompf nach Schweden zum Västerås SK in die Superettan. Bis zum Ende der Zweitliga-Spielzeit 2023 kam er zu sechs Spieleinsätzen, dabei stand er unter Trainer Kalle Karlsson lediglich zweimal in der Startformation. Der auslaufende Kontrakt wurde daher trotz Aufstiegs in die Allsvenskan als Zweitligameister nicht verlängert.
Mitte Dezember 2023 unterzeichnete Strompf einen bis zum Sommer 2025 gültigen Vertrag beim Drittligisten SSV Ulm 1846, er erhielt die Rückennummer „32“. Unter Trainer Thomas Wörle stand er auf Anhieb als Stammspieler in der Startformation und verdrängte den Routinier Thomas Geyer an der Seite von Mannschaftskapitän Johannes Reichert. Entsprechend stand er bei 17 von 18 möglichen Spielen auf dem Spielfeld, einzig beim Duell gegen den SV Sandhausen am 29. Spieltag musste er aufgrund einer Gelbsperre nach seiner fünften gelben Karte, die er beim 1:0-Auswärtserfolg beim TSV 1860 München in seinem achten Ligaspiel für die Ulmer geholt hatte, passen. Dabei blieb er mit der Mannschaft ungeschlagen, die „Spatzen“ überflügelten mit einer Serie von 18 Spielen ohne Niederlage im Jahr 2024 die Konkurrenz und stiegen als Drittligameister am Ende der Drittliga-Spielzeit 2023/24 in die 2. Bundesliga auf. Hier war er weiters unumstrittener Stammspieler und erzielte beim 3:1-Auswärtssieg bei der SV Elversberg am sechsten Spieltag – dem ersten Saisonsieg der Ulmer – das erste Zweitligator seiner Karriere. Nachdem der originäre Mannschaftskapitän Johannes Reichert sowie dessen Vertreter Thomas Geyer verletzungsbedingt ausgefallen waren, übernahm er beim 0:0-Remis beim 1. FC Magdeburg am zwölften Spieltag die Kapitänsbinde. Kurz vor Spielende wurde er jedoch via gelb-roter Karte von Schiedsrichter Lars Erbst des Feldes verwiesen. Im Januar 2025 gab der Klub bekannt, dass sich Strompfs im Sommer auslaufender Vertrag aufgrund einer Klausel automatisch bis Sommer 2026 verlängert habe. Nach dem Abstieg nach der Saison 2024/25 verließ er den SSV Ulm 1846 in Richtung VfL Bochum, der eine vertragliche Ausstiegsklausel aktivierte.